# Nowy Dwór (Polkowice)
Pour les articles homonymes, voir Nowy Dwór.
Nowy Dwór est une localité polonaise de la gmina de Radwanice, située dans le powiat de Polkowice en voïvodie de Basse-Silésie.